# 林涤庵
林涤庵（1878年—1953年），民国时期化工业著名实业家。其旗下企业以规模生产各种民用、工业用酸闻名，又创建“大丰”系列企业。

## 生平
又作林滌庵，又名林三森，浙江宁波府镇海县人。府试曾考中晚晴秀才。早年痴迷西方引入的地质学，一次路过长沙时被湖南出产的矿石引起注意，之后专注中国矿石标本研究。后赴上海以矿石做生意，在上海河南路、昭通路一带开设实业仪器商店，收集中国各地出产之矿石，制成矿石标本，出售给各间学校，以开设地理地质科新式学堂为主。因深觉当时市面化学原料匮乏，遂决意自创化学企业。
1919年8月12日，以资本2万元，在上海创办大丰工业原料股份公司，初经营进口化学药品、原料，惨淡经营。1920年，专设制造厂，规模生产蒸馏水、绿矾、硫酸铜等化学产品。1921年，化工厂业绩不良而重组，更名作“复旦工场”，再扩大产品种类，生产硝酸银等30多种化学用品。1923年，旗下大丰公司有锡酸、铬酸等12项化学产品被上海总商会商品陈列所评为“优等”，另有亚莫尼亚水等4种产品被评为“最优等”，代表了中国当时工业化学品规模生产的最高水平。1924年，除上海总部外，在宁波、杭州、汉口、长沙、广州、香港设分公司。1928年，入股天厨味精。1930年，企业易名作“大丰制造厂”，进一步生产氧化铜等化合物，并用现代化学工业法生产中药中的红丹、黄丹（即铅丹）等，是为首创。

## 轶事
林一心信佛，一生吃素念斋，以为人忠厚、不苟言笑、清心寡欲闻名海上。亦能诗擅画，得海派真传。

## 遗物
- 大丰工业原料股份有限公司1953年发行的股票今陈列于中国股票博物馆[4]。

## 家庭
- 林是著名化学工业家方子藩姨夫[5]。长子林国镐是中国生物化学创始人[5]。

## 著作
著作均载于上海佛学月刊，有：
- 『哀懷白之死兼自警策』，载于《覺有情半月刊》，no.42~43，p.13，1941-07-01。
- 『應鄭頌英居士蔬筵嘉禮徵文』，载于《覺有情半月刊》，no.64~65，p.15，1942-06-01。
- 『示荊妻』，载于《覺有情半月刊》，no.64~65，p.15~16，1942-06-01。